# Joseph Ferdinand Müller
Joseph Ferdinand Müller (* um 1700; † 1761 in Wien) war ein deutscher Theaterprinzipal und Komödiant.

## Leben und Wirken
Joseph Ferdinand Müller ist  vor allem als deutscher Harlekin-Darsteller und für seine Rivalität mit der Schauspielerin und Theatereformerin Friederike Caroline Neuber bekannt. Als „Afterkomödiant“ und „Pöpelprinzipal“ bezeichnet, war Müller erbitterter Gegner Neubers, die im Zuge der aufklärerischen Theaterreform mit allen ihr zur Verfügung stehenden Mitteln versuchte, den Hanswurst und dessen italienisches Pendant Harlekin von den deutschen Bühnen zu verweisen. 
Müller selbst war zusammen mit Caroline Neuber ein Teil der Haackschen Theatergesellschaft. Dort übernahm er 1722 die Rolle des Harlekins, nachdem der ursprüngliche Prinzipal und Harlekin der Gruppe, Caspar Haack, verstorben war. Müller war als Komödiant am kursächsischen Hof durchaus sehr beliebt, nicht zuletzt, da Hanswurst-Figuren und Harlekins große Popularität bei dem zeitgenössischen Theaterpublikum besaßen. 
Im Jahre 1725 verstarb jedoch Sophie Elenson, die Prinzipalin der Haackschen Theatergesellschaft, woraufhin die Leitung der Truppe an ihren dritten Ehemann Carl Ludwig Hoffmann fiel. Dieser floh allerdings kurze Zeit später nach Hamburg, um so Gläubigern zu entgehen. Daraufhin formierte sich ein Teil der Gruppe 1726 um Joseph Ferdinand Müller neu, auch da dieser 1722 Susanne Katherine Elenson heiratete, die Tochter der früheren Prinzipalin. 
Es kam 1727 zu den ersten Streitigkeiten zwischen Neuber und Müller, da diese die Haacksche Theatergesellschaft verließ und Müller dabei drei wichtige Hauptakteure abspenstig machte. Des Weiteren nutzte Neuber das Chaos infolge Zersplitterung der Gruppe, um sich die kurfürstlichen Privilegien der Haackschen Theatergesellschaft anzueignen.  
Außerdem musste Müller noch einige weitere heftige Rückschläge in Kauf nehmen, als er sowohl in Hamburg als auch in Braunschweig verschiedene Sonderrechte und den Marktplatz als Spielort an die Gruppe Neubers verlor. Jedoch konnte er 1733 einen der letzten Siege für die Figuren Hanswurst und Harlekin gegenüber der aufklärerischen Theaterreform erringen, als der Kurfürst Friedrich August II. Müller statt Neuber das kursächsische Privileg zusprach. Dennoch musste er feststellen, dass Caroline Neuber und ihre Truppe sich bereits die Auftrittsrechte und Pacht im Leipziger Fleischhaus hatten sichern können.
Aufgrund der strategischen Wichtigkeit des Fleischhauses für Müllers Schauspieltruppe schrieb dieser daraufhin 1733 einen mehrseitigen Anklagebrief, den er dem Landesherren zusandte. In dem Brief griff er Neuber auf das Heftigste an und warf ihr dabei auch die Entführung der Kinder Sophie Haacks vor. Seine Strategie war von Erfolg gekrönt und ihm wurden 1734 Neubers Rechte für das Fleischhaus übertragen.